# دوار تينزة (أولاد بن راشد وبني عبد الله)
دوار تينزة هو دُوَّار يقع بجماعة تابودة، إقليم تاونات، جهة فاس مكناس في المملكة المغربية. ينتمي الدوّار لمشيخة أولاد بن راشد و بني عبد الله التي تضم 9 دواوير. يقدر عدد سكانه بـ 319 نسمة حسب الإحصاء الرسمي للسكان والسكنى لسنة 2004.

## روابط خارجية
- البوابة الوطنية للجماعات الترابية نسخة محفوظة 12 مارس 2018 على موقع واي باك مشين.
- المندوبية السامية للتخطيط